# 中国人民解放軍総参謀部第二部
中国人民解放軍総参謀部第二部（ちゅうごくじんみんかいほうぐんそうさんぼうぶだいにぶ）とはかつて存在した、中国人民解放軍総参謀部の軍事情報機関。総参謀部情報部とも称される。
情報参謀系統を通した情報活動のほか、スパイ活動、公開資料源の分析、駐在武官の管理を行う。シギントおよび中国サイバー軍については、総参謀部第三部が管掌する。
2016年1月11日、｢中央軍事委員会連合参謀部情報局｣への改組・再編により廃止。

## 歴史
中国共産党は1931年、中央軍事委員会の下に情報局（後に総合情報部）を設置した。1950 年に参謀本部（1954 年まで「人民革命軍事委員会参謀本部」）の一部となり、「第2局」と呼ばれた（参謀本部は欧州大陸の多くの軍隊の番号体系を採用した）。
毛沢東の統治下、第2局はアジア、アフリカ、ラテンアメリカの数十の武装集団と解放運動への資金提供、武装、訓練に積極的に取り組み、特にアフリカの場合、情報局は「一度や二度はほぼすべてのアフリカ解放運動に武器、資金、食糧、医薬品を提供」したという。軍事訓練を受けた者の中には、ポル・ポト（カンボジアのクメール・ルージュの指導者）やアビマエル・グズマン（ペルーのシャイニング・パスの指導者）がいた。
1970年代初頭から冷戦終結まで、毛沢東とリチャード・ニクソン米大統領が共同でソ連に対抗するために結んだ戦術的同盟を皮切りに、第2局は特定のケースで米CIAと非公式に協力し、特にアフガニスタンでは、中国の情報（民間と軍の両方）がソ連に対するアフガンゲリラの資金、武装、訓練で中心的役割を担った。1980年から1984年まで、中国の支援にかかった費用はおよそ4億ドルであった。 第2局と国家安全部の共同作戦で、中国の支援は最終的に重機関銃、迫撃砲、無反動ライフル、ロケットランチャー、対空砲に拡大された。
2016年1月、進行中の国防・軍改革の一環として、中国人民解放軍総参謀部情報局が廃止され、中央軍事委員会連合参謀部情報局が設立された。

## 機構
第二部長は、正軍級が就任する。
第二部は、毎朝7時、24時間以内に発生した軍事活動について、中国共産党中央軍事委員会委員、政治局と各総部主任に報告する。
- 第一処：HUMINTを担当し、地域毎に5個分区に分かれる。
  - 北京分区 – 北京在住外国人の監視。瀋陽分区の支援
    - 黄龍賓館 – 第二部の情報要員が利用

  - 瀋陽分区 – ロシア、東欧、日本の情報収集。ロシア、東欧情報の収集のために、シベリア鉄道が利用される。
  - 上海分区 – 西欧
  - 広州分区 – 香港、澳門、台湾の情報収集。主として民間企業をカバーとして活動する。
  - 南京分区 – アメリカとの学術交流を通した情報活動
- 第二処
- 第三処（特使処）：400人以上の職員を有し、世界各国でスパイ活動を行う。
- 第四処：CISと東欧の政治・軍事政策の分析
- 第五処；公開資料源を利用した政治・経済の分析
- 第六処：中国に隣接するアジア諸国情報の分析
- 第七処（科技処）：技術の研究・設計・開発。以下の6研究機関を管理する。
  - 海鴎電子設備廠 – 設備生産技術の援助
  - 北京電子廠
  - 第57研究所
  - 第58研究所 – 諜報設備の開発
  - 北方交通大学計算機中心
  - 第二部の計算機中心
- 档案局：海外の公開出版物の所蔵
- 機要局：秘密文書の処理・伝達・保管
- 総合局：第二部職員の福利厚生
- 警衛局：中央軍事委員会委員と各総部指導者の警護。司法警察権を有する。

第二部の情報要員は、人民解放軍国際関係学院（旧南京外交学院）で教育される。研究・分析と海外交流のための機関として、国際戦略研究学会を有する。
駐在武官は、アメリカが最高で正軍級（少将）、重要国家は正軍又は副軍級、その他の国は正師級（大校）が任命される。
七大軍区には情報部が設置され、正師級（大校）が情報部長に任命される。

## 歴代部長
- 熊光楷（中国語版）少将（1988年～1992年）
- 姫勝徳少将（1995年～1999年） - 遠華密輸事件により失脚
- 陳開曽少将（1999年～2001年）
- 羅宇棟少将（2001年～2003年）
- 黄柏富少将（2003年～2006年）
- 陳小工少将（2006年～2007年）
- 楊暉少将（2007年～2011年）
- 陳友誼少将（2011年～2016年）

## 主なスパイ
- 李春光 - 現代中国を代表する対日スパイのひとりで、李春光事件で知られる。